# Ястребов, Митрофан Филиппович
Митрофан Филиппович Ястребов (1845 — 1906) — заслуженный экстраординарный профессор Киевской духовной академии.

## Биография
Родился 3 (15) июня 1845 года в селе Кулеватове Моршанского уезда Тамбовской губернии. Отец его был диаконом. В раннем возрасте лишился отца, оставшись на попечении своей матери, у которой кроме него было еще три сына и две дочери. Однако, бедствующей семье помог сельский помещик, дававший с барского двора «месячный пайок» на долю каждого из сирот.
Первоначальное образование получил в Тамбовском духовном училище (1862) и Тамбовской духовной семинарии (1867). По окончании семинарского курса был послан в Киевскую духовную академию, которую окончил в 1871 году со степенью кандидата богословия.
По окончании академии был назначен преподавателем греческого языка в Воронежскую духовную семинарию. 25 февраля 1873 года перешел в Киевскую духовную академию в качестве приват-доцента по кафедре сравнительного богословия. В 1877 году был удостоен степени магистра богословия за сочинение «Учение Аугсбургского исповедания и его апология о первородном грехе» и утвержден в звании доцента по той же кафедре. 26 января 1879 года избран экстраординарным профессором. При преобразовании академии по Уставу 1884 года был перечислен с кафедры сравнительного богословия на кафедру догматического богословия, каковую и занимал до 1898 года совместно с епископом Сильвестром, а затем, до конца службы, один. 8 августа 1898 года утвержден в звании заслуженного экстраординарного профессора.
С 26 июня 1902 года был исполняющим обязанности инспектора академии. Временно исполнял должность ректора академии с 1 июня по 29 июня 1903 года, с 5 июня по 12 июня 1904 года, а также с 26 декабря 1905 года по 3 января 1906 года. 30 июня 1906 года был уволен от службы, согласно прошению, по болезненному состоянию.
Опубликовал целый ряд статей по сравнительному богословию в «Трудах Киевской духовной академии». Также печатался в «Воскресном чтении» и «Руководстве для сельских пастырей». Будучи знатоком греческого языка и латыни, в течение многих лет участвовал в переводе на русский язык сочинений блаженного Августина и Иеронима, печатавшихся в «Трудах КДА».
В течение двух четырехлетий избирался гласным Киевской городской думы, работая, главным образом, в училищной сфере. Кроме того, состоял членом Киевского отделения епархиального училищного совета.
Скончался 13 (26) сентября 1906 после продолжительной болезни. Был погребен на кладбище Флоровского монастыря.

## Семья
Жена — Серафима Васильевна. Их сыновья-близнецы:
- Александр (1891—?), окончил Киевскую 1-ю гимназию с золотой медалью (1910) и поступил на юридический факультет Университета Св. Владимира. В Первую мировую войну окончил ускоренный курс Павловского военного училища (1915), был прикомандирован к училищу в помощь младшим офицерам, подпоручик[1].
- Михаил (1891—?), окончил Киевскую 1-ю гимназию (1910) и поступил на юридический факультет Университета Св. Владимира. В Первую мировую войну окончил ускоренный курс Павловского военного училища (1915)[2], подпоручик 410-го пехотного Усманского полка.

## Награды
- Орден Святого Станислава 3-й ст. (1878)
- Орден Святой Анны 3-й ст. (1882)
- Орден Святого Станислава 2-й ст. (1886)
- Орден Святой Анны 2-й ст. (1890)
- Орден Святого Владимира 4-й ст. (1900)

## Сочинения
- Иезуиты и их педагогическая деятельность в Польше и Литве // Труды Киевской духовной академии. 1869. № 2.
- Учение Аугсбургского исповедания и его апологии о первородном грехе. — Киев, 1877.
- Учение лютеранских символов о первородном грехе; Идея папского главенства // Труды КДА. 1878. №№ 6, 10, 12.
- Путешествие Константинопольского Патриарха Иеремии II в Москву в 1588 г. // Труды КДА. 1880. № 1.
- Исторический догмат о непогрешимости папы // Труды КДА. 1881. № 11.
- Католический догмат о непогрешимости папы. — Киев, 1881.
- Памяти Высокопреосвященных Димитрия (Муретова) и Макария (Булгакова) // Труды КДА. 1887. № 6.
- Происхождение литургии по свидетельствам книги Деяний и посланий апостола Павла. — Киев, 1897.
- Новая точка зрения в системе нравственного богословия и критическое рассмотрение книги проф. М. Олесницкого «Из системы христианского нравоучения» // Труды Киевской духовной академии. 1897. № 11, 1898. № 4.
- Преосвященный Димитрий, как профессор догматического богословия. — М., 1899.
- Высокопреосвященнейший Димитрий (Муретов), архиепископ Херсонский и Одесский // Труды КДА. 1899. № 5.
- К вопросу об ангеле Иеговы. Библиографическая заметка // Труды КДА. 1900. № 11.
- Высокопреосвященный Иннокентий (Борисов), как профессор богословия Киевской духовной академии // Труды КДА. 1900. № 12.
- Что такое церковь? — Киев, 1902.
- Соглашение библейского сказания о миротворении с научными данными и выводами естествознания. — Киев, 1903.
- К вопросу о всесвященстве христиан. Библиографическая заметка // Труды КДА. 1906. № 4.